# Nordingrå

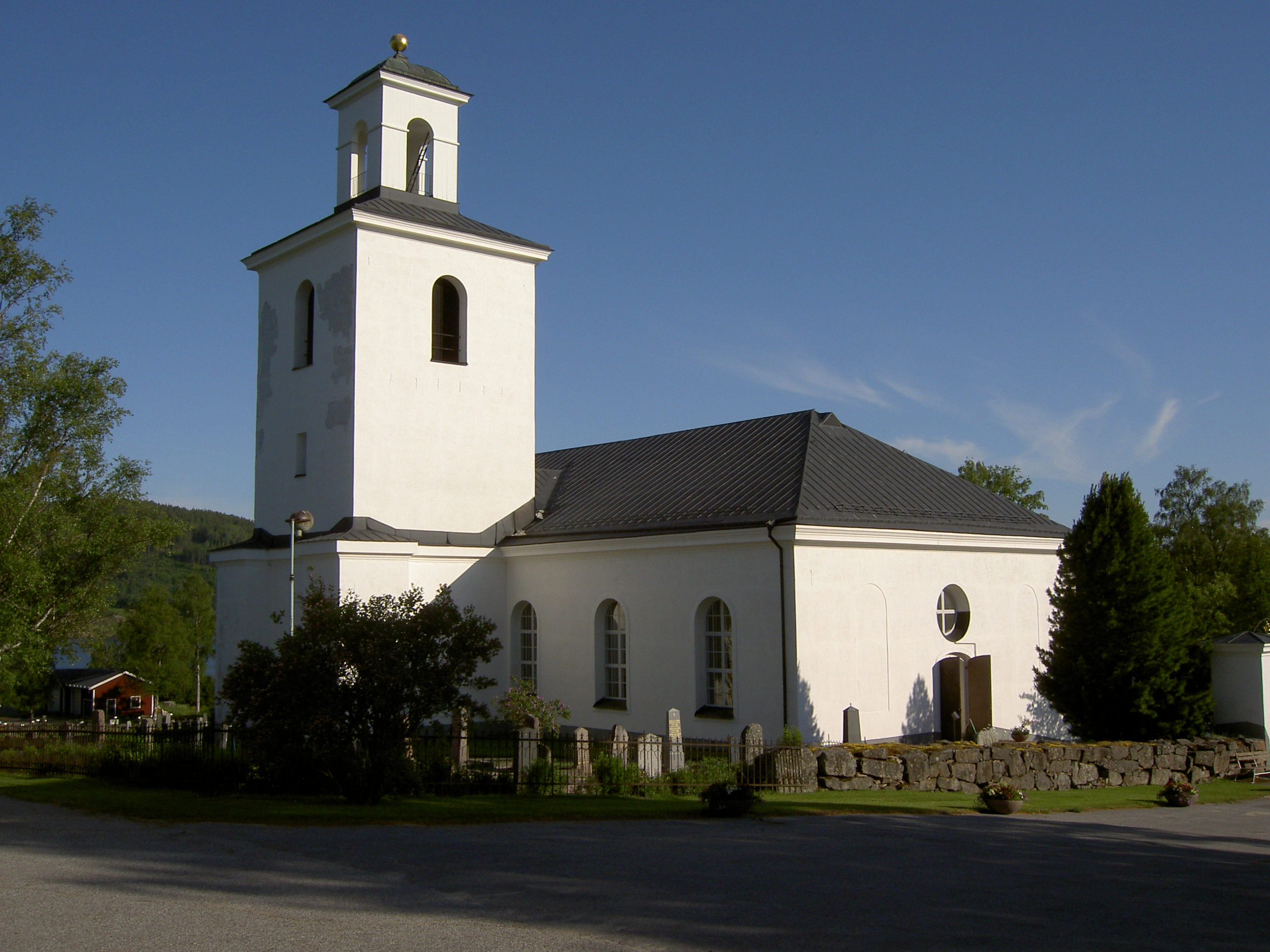
Nordingrås Kirche

Nordingrå (früher auch Nordingråvallen) ist eine Ortschaft (tätort) in der nordschwedischen Provinz Västernorrlands län und der historischen Provinz Ångermanland. Das am Ende des Vågsfjärden, einem Ausläufer des Bottenwieks befindliche Dorf, ist ein Teil der Gemeinde Kramfors.
Der Ort ist bekannt für die vielfältige Natur in der Umgebung und seine idyllische Lage. Nordingrå kann als das Synonym für die Höga Kusten angesehen werden, welche im Jahr 2000 UNESCO-Welterbe wurde. Auch ist Nordingrå seit jeher kultureller Mittelpunkt und so gesehen das Herz dieser einmaligen Küstenlandschaft.
Zentrum der Kirchengemeinde ist die zwischen 1820 und 1825 erbaute „Neue Kirche“. Ihr Vorläufer ist die nur noch in Fundamenten erhaltene „Alte Kirche“ (Gamla kyrkan) aus dem 13. Jahrhundert im angrenzenden Areal.

## Söhne und Töchter der Ortschaft
- Sture Nordlund (1919–1973), Sportschütze
- Arne Åhman (1925–2022), Leichtathlet
- Tobias Enström (* 1984), Eishockeyspieler
- Tina Enström (* 1991), Eishockeyspielerin